# لیزا رنل
لیزا رنل (انگلیسی: Lisa Regnell؛ ۳ فوریه ۱۸۸۷ – ۵ نوامبر ۱۹۷۹ (aged 92)) ورزشکار شیرجه اهل سوئد بود.
وی در مسابقات کشوری و بین‌المللی در مجموع برندهٔ ۱ مدال نقره شده‌است.